# Lista de jogos para Xbox Series X e Series S
A seguir, é apresentada uma lista de jogos anunciados para lançamento no console de jogo eletrônico Xbox Series X da Microsoft, que está programado para lançamento no final de 2020.
O Xbox Series X tem total retrocompatibilidade com os jogos do Xbox One, além de vários jogos originais do Xbox 360 e Xbox compatíveis com o Xbox One, excluindo os que usavam o Kinect. Essa lista também inclui jogos do Xbox One que foram ou serão lançados com versões aprimoradas especiais otimizadas para o Xbox Series X. Isso pode ser feito pelo programa "Smart Delivery" da Microsoft, que permite ao jogador comprar o jogo para uma das plataformas, por meio de um patch adicional ou atualização da versão do Xbox One para o Xbox Series X ou como um título independente do Xbox Series X.
Os desenvolvedores também podem usar uma marca "Otimizado para Xbox Series X", indicando que o jogo tira proveito de um ou mais dos recursos de próxima geração no console, embora os requisitos exatos para usar essa rotulagem não sejam especificados pela Microsoft.
| Chave         | Chave                 | Chave                               | Chave                                                                                                 | Chave                           |
| ------------- | --------------------- | ----------------------------------- | --- | ------------------------------- |
| XP Cross-play | PA Xbox Play Anywhere | SD Suporta Microsoft Smart Delivery | EN A versão do Xbox One pode ser atualizada para a versão com performance aprimorada no Xbox Series X | OP Otimizado para Xbox Series X |

| Título                                                           | Gênero                                  | Desenvolvedora                  | Publicadora                             | Data de Lançamento      | Data de Lançamento      | Data de Lançamento      | Data de Lançamento      | Complementos | Ref         |
| Título                                                           | Gênero                                  | Desenvolvedora                  | Publicadora                             | JP                      | AN                      | EU                      | BR                      | Complementos | Ref         |
| ---------------------------------------------------------------- | --------------------------------------- | ------------------------------- | --------------------------------------- | ----------------------- | ----------------------- | ----------------------- | ----------------------- | ------------ | ----------- |
| The Ascent                                                       | RPG de ação                             | Neon Giant                      | Curve Digital                           | 29 de julho de 2021     | 29 de julho de 2021     | 29 de julho de 2021     | 29 de julho de 2021     | SD OP        | [ 3 ]       |
| As Dusk Falls                                                    | Aventura                                | Interior/Night                  | Xbox Game Studios                       | 19 de julho de 2022     | 19 de julho de 2022     | 19 de julho de 2022     | 19 de julho de 2022     | OP           |             |
| Assassin's Creed Valhalla                                        | Ação e aventura                         | Ubisoft Montreal                | Ubisoft                                 | 10 de novembro de 2020  | 10 de novembro de 2020  | 10 de novembro de 2020  | 10 de novembro de 2020  | SD OP        |             |
| Avowed                                                           | RPG de ação                             | Obsidian Entertainment          | Xbox Game Studios                       | 18 de fevereiro de 2025 | 18 de fevereiro de 2025 | 18 de fevereiro de 2025 | 18 de fevereiro de 2025 | OP           |             |
| Balan Wonderworld                                                | Ação e aventura                         | Balan Company                   | Square Enix                             | 26 de março de 2021     | 26 de março de 2021     | 26 de março de 2021     | 26 de março de 2021     |              |             |
| Bright Memory Infinite                                           | Tiro em primeira pessoa                 | FYQD Studio                     | Playism                                 | 21 de julho de 2022     | 21 de julho de 2022     | 21 de julho de 2022     | 21 de julho de 2022     | OP           | [ 3 ]       |
| Call of the Sea                                                  | Aventura e quebra-cabeça                | Out of the Blue                 | Raw Fury Games                          | 8 de dezembro de 2020   | 8 de dezembro de 2020   | 8 de dezembro de 2020   | 8 de dezembro de 2020   | SD OP        | [ 3 ]       |
| Chorus                                                           | Combate espacial                        | Fishlabs                        | Deep Silver                             | 3 de dezembro de 2021   | 3 de dezembro de 2021   | 3 de dezembro de 2021   | 3 de dezembro de 2021   | SD OP        | [ 3 ]       |
| Control                                                          | Ação e aventura Tiro em terceira pessoa | Remedy Entertainment            | 505 Games                               | 2 de fevereiro de 2021  | 2 de fevereiro de 2021  | 2 de fevereiro de 2021  | 2 de fevereiro de 2021  |              |             |
| Crossfire X                                                      | Tiro em primeira pessoa                 | Remedy Entertainment, Smilegate | Xbox Game Studios                       | 10 de fevereiro de 2022 | 10 de fevereiro de 2022 | 10 de fevereiro de 2022 | 10 de fevereiro de 2022 | SD OP        |             |
| Cyberpunk 2077                                                   | RPG de ação                             | CD Projekt Red                  | CD Projekt                              | 15 de fevereiro de 2022 | 15 de fevereiro de 2022 | 15 de fevereiro de 2022 | 15 de fevereiro de 2022 | SD           |             |
| Destiny 2                                                        | Tiro em primeira pessoa                 | Bungie                          | Bungie                                  | 8 de dezembro de 2020   | 8 de dezembro de 2020   | 8 de dezembro de 2020   | 8 de dezembro de 2020   | SD OP        |             |
| DIRT 5                                                           | Corrida                                 | Codemasters                     | Codemasters                             | 10 de novembro de 2020  | 10 de novembro de 2020  | 10 de novembro de 2020  | 10 de novembro de 2020  | SD OP        | [ 3 ]       |
| Dragon Quest XI S: Echoes of an Elusive Age - Definitive Edition | RPG de ação                             | Square Enix                     | Square Enix                             | 4 de dezembro de 2020   | 4 de dezembro de 2020   | 4 de dezembro de 2020   | —                       | SD           | [ 4 ]       |
| Dragon's Dogma 2                                                 | RPG de ação                             | Capcom                          | Capcom                                  | 22 de março de 2024     | 22 de março de 2024     | 22 de março de 2024     | 22 de março de 2024     | OP           |             |
| Dying Light 2                                                    | RPG de ação Survival horror             | Techland                        | Techland Publishing                     | 4 de fevereiro de 2022  | 4 de fevereiro de 2022  | 4 de fevereiro de 2022  | 4 de fevereiro de 2022  |              |             |
| Echo Generation                                                  | RPG baseado em turnos                   | Cococucumber                    | Cococucumber                            | TBA                     | TBA                     | TBA                     | TBA                     |              |             |
| Everwild                                                         | TBA                                     | Rare                            | Xbox Game Studios                       | TBA                     | TBA                     | TBA                     | TBA                     | OP           |             |
| Exomecha                                                         | Tiro em primeira pessoa                 | TwistedRed                      | TwistedRed                              | TBA                     | TBA                     | TBA                     | TBA                     |              |             |
| Fable                                                            | RPG de ação                             | Playground Games                | Xbox Game Studios                       | TBA                     | TBA                     | TBA                     | TBA                     | OP           |             |
| Far Cry 6                                                        | Tiro em primeira pessoa                 | Ubisoft Montreal                | Ubisoft                                 | 7 de outubro de 2021    | 7 de outubro de 2021    | 7 de outubro de 2021    | 7 de outubro de 2021    | SD OP        |             |
| Fatal Fury: City of the Wolves                                   | Luta                                    | SNK                             | SNK                                     | 24 de abril de 2025     | 24 de abril de 2025     | 24 de abril de 2025     | 24 de abril de 2025     |              |             |
| FIFA 21                                                          | Esporte                                 | EA Vancouver                    | Electronic Arts                         | 3 de dezembro de 2020   | 3 de dezembro de 2020   | 3 de dezembro de 2020   | 3 de dezembro de 2020   | EN OP        |             |
| Fortnite                                                         | Battle royale Sandbox Sobrevivência     | Epic Games                      | Epic Games                              | 10 de novembro de 2020  | 10 de novembro de 2020  | 10 de novembro de 2020  | 10 de novembro de 2020  | XP           |             |
| Forza Horizon 4                                                  | Corrida                                 | Playground Games                | Microsoft Studios                       | 10 de novembro de 2020  | 10 de novembro de 2020  | 10 de novembro de 2020  | 10 de novembro de 2020  | SD PA OP     | [ 5 ]       |
| Forza Motorsport                                                 | Corrida                                 | Turn 10 Studios                 | Xbox Game Studios                       | 10 de outubro de 2023   | 10 de outubro de 2023   | 10 de outubro de 2023   | 10 de outubro de 2023   | OP           |             |
| Gears 5                                                          | Tiro em terceira pessoa                 | The Coalition                   | Xbox Game Studios                       | 10 de novembro de 2020  | 10 de novembro de 2020  | 10 de novembro de 2020  | 10 de novembro de 2020  | SD PA OP     | [ 5 ]       |
| Gears Tactics                                                    | Estratégia por turnos                   | The Coalition, Splash Damage    | Xbox Game Studios                       | 10 de novembro de 2020  | 10 de novembro de 2020  | 10 de novembro de 2020  | 10 de novembro de 2020  | SD PA OP     | [ 5 ]       |
| Grand Theft Auto V                                               | Ação e aventura                         | Rockstar North                  | Rockstar Games                          | 15 de março de 2022     | 15 de março de 2022     | 15 de março de 2022     | 15 de março de 2022     |              | [ 6 ]       |
| Grand Theft Auto VI                                              | Ação e aventura                         | Rockstar Studios                | Rockstar Games                          | 26 de maio de 2026      | 26 de maio de 2026      | 26 de maio de 2026      | 26 de maio de 2026      |              |             |
| Grounded                                                         | Ação e aventura Sobrevivência           | Obsidian Entertainment          | Xbox Game Studios                       | 27 de setembro de 2022  | 27 de setembro de 2022  | 27 de setembro de 2022  | 27 de setembro de 2022  | SD OP        |             |
| The Gunk                                                         | Ação e aventura                         | Image & Form Games              | Thunderful                              | 16 de dezembro de 2021  | 16 de dezembro de 2021  | 16 de dezembro de 2021  | 16 de dezembro de 2021  | SD OP        |             |
| Halo Infinite                                                    | Tiro em primeira pessoa                 | 343 Industries                  | Xbox Game Studios                       | 8 de dezembro de 2021   | 8 de dezembro de 2021   | 8 de dezembro de 2021   | 8 de dezembro de 2021   | SD PA OP     |             |
| Hello Neighbor 2                                                 | Stealth Survival horror                 | Dynamic Pixels                  | TinyBuild                               | 6 de dezembro de 2022   | 6 de dezembro de 2022   | 6 de dezembro de 2022   | 6 de dezembro de 2022   |              |             |
| Hitman III                                                       | Stealth                                 | IO Interactive                  | IO Interactive                          | 20 de janeiro de 2021   | 20 de janeiro de 2021   | 20 de janeiro de 2021   | —                       |              |             |
| Immortals Fenyx Rising                                           | Ação e aventura                         | Ubisoft Quebec                  | Ubisoft                                 | 3 de dezembro de 2020   | 3 de dezembro de 2020   | 3 de dezembro de 2020   | 3 de dezembro de 2020   |              | [ 7 ] [ 8 ] |
| The Lord of the Rings: Gollum                                    | Ação e aventura                         | Daedalic Entertainment          | Daedalic Entertainment                  | 25 de maio de 2023      | 25 de maio de 2023      | 25 de maio de 2023      | 25 de maio de 2023      |              | [ 9 ]       |
| Madden NFL 21                                                    | Esporte                                 | EA Tiburon                      | Electronic Arts                         | —                       | 4 de dezembro de 2020   | —                       | —                       | EN OP XP     |             |
| Madden NFL 22                                                    | Esporte                                 | EA Tiburon                      | Electronic Arts                         | —                       | 20 de agosto de 2021    | —                       | —                       |              |             |
| Madden NFL 23                                                    | Esporte                                 | EA Tiburon                      | Electronic Arts                         | —                       | 19 de agosto de 2022    | —                       | —                       |              |             |
| Madden NFL 24                                                    | Esporte                                 | EA Tiburon                      | Electronic Arts                         | —                       | 18 de agosto de 2023    | —                       | —                       |              |             |
| Marvel's Avengers                                                | Ação e aventura                         | Crystal Dynamics                | Square Enix                             | 18 de março de 2021     | 18 de março de 2021     | 18 de março de 2021     | 18 de março de 2021     | SD OP        |             |
| The Medium                                                       | Terror psicológico                      | Bloober Team                    | Bloober Team                            | 28 de janeiro de 2021   | 28 de janeiro de 2021   | 28 de janeiro de 2021   | 28 de janeiro de 2021   | OP           | [ 3 ]       |
| Microsoft Flight Simulator                                       | Simulação de vôo amador                 | Asobo Studio                    | Xbox Game Studios                       | 27 de julho de 2021     | 27 de julho de 2021     | 27 de julho de 2021     | 27 de julho de 2021     |              |             |
| MLB The Show 21                                                  | Esporte                                 | San Diego Studio                | MLB Advanced Media, Cokem International | 20 de abril de 2021     | 20 de abril de 2021     | 20 de abril de 2021     | —                       |              |             |
| MLB The Show 22                                                  | Esporte                                 | San Diego Studio                | MLB Advanced Media, Cokem International | 5 de abril de 2022      | 5 de abril de 2022      | 5 de abril de 2022      | —                       |              |             |
| MLB The Show 23                                                  | Esporte                                 | San Diego Studio                | MLB Advanced Media, Cokem International | 28 de março de 2023     | 28 de março de 2023     | 28 de março de 2023     | —                       | OP XP        |             |
| Mortal Kombat 1                                                  | Luta                                    | NetherRealm Studios             | Warner Bros. Games                      | —                       | 19 de setembro de 2023  | 19 de setembro de 2023  | 19 de setembro de 2023  |              |             |
| Mortal Kombat 11                                                 | Luta                                    | NetherRealm Studios             | Warner Bros. Games                      | —                       | 17 de novembro de 2020  | 19 de novembro de 2020  | 17 de novembro de 2020  |              |             |
| NBA 2K21                                                         | Esporte                                 | Visual Concepts                 | 2K Sports                               | 10 de novembro de 2020  | 10 de novembro de 2020  | 10 de novembro de 2020  | —                       |              |             |
| NBA 2K22                                                         | Esporte                                 | Visual Concepts                 | 2K Sports                               | 10 de setembro de 2021  | 10 de setembro de 2021  | 10 de setembro de 2021  | —                       |              |             |
| NBA 2K23                                                         | Esporte                                 | Visual Concepts                 | 2K Sports                               | 9 de setembro de 2022   | 9 de setembro de 2022   | 9 de setembro de 2022   | —                       |              |             |
| NBA 2K24                                                         | Esporte                                 | Visual Concepts                 | 2K Sports                               | 8 de setembro de 2023   | 8 de setembro de 2023   | 8 de setembro de 2023   | —                       |              |             |
| Observer: System Redux                                           | Terror psicológico                      | Bloober Team                    | Aspyr                                   | 10 de novembro de 2020  | 10 de novembro de 2020  | 10 de novembro de 2020  | 10 de novembro de 2020  |              |             |
| Ori and the Will of the Wisps                                    | Plataforma e aventura Metroidvania      | Moon Studios                    | Xbox Game Studios                       | 10 de novembro de 2020  | 10 de novembro de 2020  | 10 de novembro de 2020  | 10 de novembro de 2020  | SD PA OP     | [ 5 ]       |
| Orphan of the Machine                                            | Metroidvania                            | Dynamic Voltage Games           | Dynamic Voltage Games                   | TBA                     | TBA                     | TBA                     | TBA                     |              | [ 10 ]      |
| The Outer Worlds: Spacer's Choice Edition                        | RPG de ação                             | Obsidian Entertainment          | Private Division                        | 7 de março de 2023      | 7 de março de 2023      | 7 de março de 2023      | 7 de março de 2023      |              |             |
| The Outer Worlds 2                                               | RPG de ação                             | Obsidian Entertainment          | Xbox Game Studios                       | 29 de outubro de 2025   | 29 de outubro de 2025   | 29 de outubro de 2025   | 29 de outubro de 2025   |              |             |
| Outriders                                                        | Tiro em terceira pessoa                 | People Can Fly                  | Square Enix                             | 1 de abril de 2021      | 1 de abril de 2021      | 1 de abril de 2021      | 1 de abril de 2021      |              |             |
| Phantasy Star Online 2: New Genesis                              | RPG de ação                             | Sega                            | Sega                                    | TBA                     | 9 de junho de 2021      | TBA                     | TBA                     | OP           |             |
| Planet Coaster: Console Edition                                  | Construção e gerenciamento              | Frontier Developments           | Frontier Developments                   | 10 de novembro de 2020  | 10 de novembro de 2020  | 10 de novembro de 2020  | 10 de novembro de 2020  |              |             |
| Pragmata                                                         | Ação e aventura                         | Capcom                          | Capcom                                  | 2026                    | 2026                    | 2026                    | 2026                    |              |             |
| Psychonauts 2                                                    | Plataforma 3D Ação e aventura           | Double Fine Productions         | Xbox Game Studios                       | 25 de agosto de 2021    | 25 de agosto de 2021    | 25 de agosto de 2021    | 25 de agosto de 2021    | SD OP        |             |
| Recompile                                                        | Metroidvania                            | Phigames                        | Dear Villagers                          | 19 de agosto de 2021    | 19 de agosto de 2021    | 19 de agosto de 2021    | —                       |              | [ 11 ]      |
| Redfall                                                          | Tiro em primeira pessoa                 | Arkane Studios                  | Bethesda Softworks                      | 2 de maio de 2023       | 2 de maio de 2023       | 2 de maio de 2023       | 2 de maio de 2023       |              | [ 12 ]      |
| Resident Evil 2                                                  | Survival horror                         | Capcom                          | Capcom                                  | 13 de junho de 2022     | 13 de junho de 2022     | 13 de junho de 2022     | 13 de junho de 2022     |              |             |
| Resident Evil 3                                                  | Survival horror                         | Capcom                          | Capcom                                  | 13 de junho de 2022     | 13 de junho de 2022     | 13 de junho de 2022     | 13 de junho de 2022     |              |             |
| Resident Evil 4                                                  | Survival horror                         | Capcom                          | Capcom                                  | 24 de março de 2023     | 24 de março de 2023     | 24 de março de 2023     | 24 de março de 2023     |              |             |
| Resident Evil 7: Biohazard                                       | Survival horror                         | Capcom                          | Capcom                                  | 13 de junho de 2022     | 13 de junho de 2022     | 13 de junho de 2022     | 13 de junho de 2022     |              |             |
| Resident Evil Requiem                                            | Survival horror                         | Capcom                          | Capcom                                  | 27 de fevereiro de 2026 | 27 de fevereiro de 2026 | 27 de fevereiro de 2026 | 27 de fevereiro de 2026 |              |             |
| Resident Evil Village                                            | Survival horror                         | Capcom                          | Capcom                                  | 7 de maio de 2021       | 7 de maio de 2021       | 7 de maio de 2021       | 7 de maio de 2021       |              |             |
| Samurai Shodown                                                  | Luta                                    | SNK                             | SNK                                     | 16 de março de 2021     | 16 de março de 2021     | 16 de março de 2021     | 16 de março de 2021     |              |             |
| Scarlet Nexus                                                    | Ação e aventura                         | Bandai Namco                    | Bandai Namco                            | 25 de junho de 2021     | 25 de junho de 2021     | 25 de junho de 2021     | 25 de junho de 2021     | SD OP        | [ 3 ]       |
| Scorn                                                            | Tiro em primeira pessoa Survival horror | Ebb Software                    | Ebb Software                            | 14 de outubro de 2022   | 14 de outubro de 2022   | 14 de outubro de 2022   | 14 de outubro de 2022   | OP           |             |
| Sea of Thieves                                                   | Ação e aventura                         | Rare                            | Xbox Game Studios                       | 13 de março de 2024     | 13 de março de 2024     | 13 de março de 2024     | 13 de março de 2024     | SD PA OP     | [ 5 ]       |
| Senua's Saga: Hellblade II                                       | Ação e aventura                         | Ninja Theory                    | Xbox Game Studios                       | TBA                     | TBA                     | TBA                     | TBA                     |              |             |
| Sherlock Holmes: The Awakened                                    | Aventura                                | Frogwares                       | Frogwares                               | 11 de abril de 2023     | 11 de abril de 2023     | 11 de abril de 2023     | 11 de abril de 2023     |              |             |
| Sherlock Holmes: Chapter One                                     | Aventura                                | Frogwares                       | Frogwares                               | 16 de novembro de 2021  | 16 de novembro de 2021  | 16 de novembro de 2021  | 16 de novembro de 2021  |              |             |
| S.T.A.L.K.E.R. 2: Heart of Chornobyl                             | Tiro em primeira pessoa Survival horror | GSC Game World                  | GSC Game World                          | 5 de setembro de 2024   | 5 de setembro de 2024   | 5 de setembro de 2024   | 5 de setembro de 2024   | OP           |             |
| Starfield                                                        | RPG de ação                             | Bethesda Game Studios           | Bethesda Softworks                      | 6 de setembro de 2023   | 6 de setembro de 2023   | 6 de setembro de 2023   | 6 de setembro de 2023   |              | [ 12 ]      |
| State of Decay 3                                                 | Ação e aventura Survival horror         | Undead Labs                     | Xbox Game Studios                       | TBA                     | TBA                     | TBA                     | TBA                     | OP           |             |
| Street Fighter 6                                                 | Luta                                    | Capcom                          | Capcom                                  | 2 de junho de 2023      | 2 de junho de 2023      | 2 de junho de 2023      | 2 de junho de 2023      |              |             |
| Tekken 8                                                         | Luta                                    | Bandai Namco Studios, Arika     | Bandai Namco Entertainment              | 26 de janeiro de 2024   | 26 de janeiro de 2024   | 26 de janeiro de 2024   | 26 de janeiro de 2024   |              |             |
| Tell Me Why                                                      | Aventura                                | Dontnod Entertainment           | Xbox Game Studios                       | Festividades de 2020    | Festividades de 2020    | Festividades de 2020    | Festividades de 2020    |              |             |
| Tetris Effect: Connected                                         | Quebra-cabeça                           | Monstars, Resonair              | Enhance Games                           | TBA                     | TBA                     | TBA                     | TBA                     | SD OP        |             |
| Tom Clancy's Rainbow Six Quarantine                              | Tiro tático                             | Ubisoft                         | Ubisoft                                 | TBA                     | TBA                     | TBA                     | TBA                     |              | [ 7 ]       |
| Tom Clancy's Rainbow Six Siege                                   | Tiro tático                             | Ubisoft Montreal                | Ubisoft                                 | TBA                     | TBA                     | TBA                     | TBA                     |              |             |
| Ultimate Fishing Simulator 2                                     | Esporte                                 | Ultimate Games                  | Ultimate Games                          | TBA                     | TBA                     | TBA                     | TBA                     |              | [ 13 ]      |
| Vampire: The Masquerade – Bloodlines 2                           | Ação e aventura                         | Hardsuit Labs                   | Paradox Interactive                     | TBA                     | TBA                     | TBA                     | TBA                     | SD OP        |             |
| Vampire: The Masquerade – Swansong                               | RPG de ação                             | Big Bad Wolf                    | Nacon                                   | TBA                     | 2021                    | 2021                    | 2021                    |              |             |
| Warframe                                                         | Tiro em terceira pessoa                 | Digital Extremes                | Digital Extremes                        | TBA                     | TBA                     | TBA                     | TBA                     |              |             |
| Warhammer: Chaosbane                                             | RPG de ação Hack and slash              | Eko Software                    | Bigben Interactive                      | TBA                     | TBA                     | TBA                     | TBA                     |              |             |
| Warhammer 40,000: Darktide                                       | Ação e aventura                         | Fatshark                        | Fatshark                                | 2021                    | 2021                    | 2021                    | 2021                    | OP           |             |
| Watch Dogs: Legion                                               | Ação e aventura                         | Ubisoft Toronto                 | Ubisoft                                 | TBA                     | TBA                     | TBA                     | TBA                     | SD OP        |             |
| Werewolf: The Apocalypse – Earthblood                            | RPG de ação                             | Cyanide                         | Nacon                                   | TBA                     | 4 de fevereiro de 2021  | 4 de fevereiro de 2021  | 4 de fevereiro de 2021  |              |             |
| WRC 9: World Rally Championship                                  | Corrida                                 | Kylotonn                        | Nacon                                   | TBA                     | TBA                     | TBA                     | TBA                     |              | [ 14 ]      |
| Yakuza: Like a Dragon                                            | Ação e aventura                         | Ryu Ga Gotoku Studio            | Sega                                    | TBA                     | TBA                     | TBA                     | TBA                     | SD OP        |             |

1. ↑  Exclui aqueles que já estão no programa Smart Delivery.
2. ↑  Disponibilidade baseada na versão do Xbox Series X, se lançada anteriormente.